# Johanna Wokalek

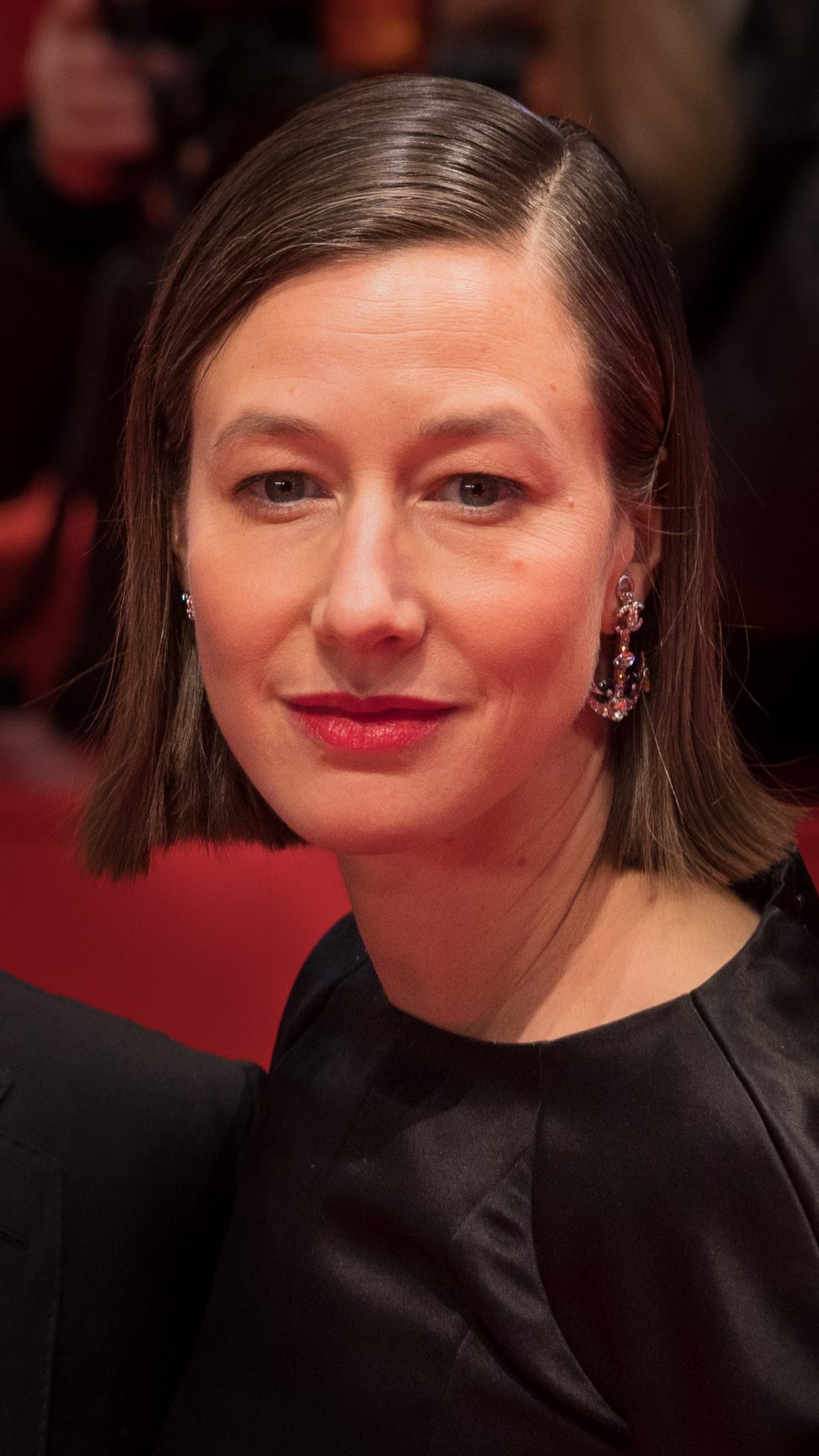
Johanna Wokalek, 2018

Johanna Wokalek (* 3. März 1975 in Freiburg im Breisgau) ist eine deutsche Schauspielerin. Ihren Durchbruch hatte sie 2003 als Lene in dem Heimatfilm Hierankl.

## Leben und Karriere

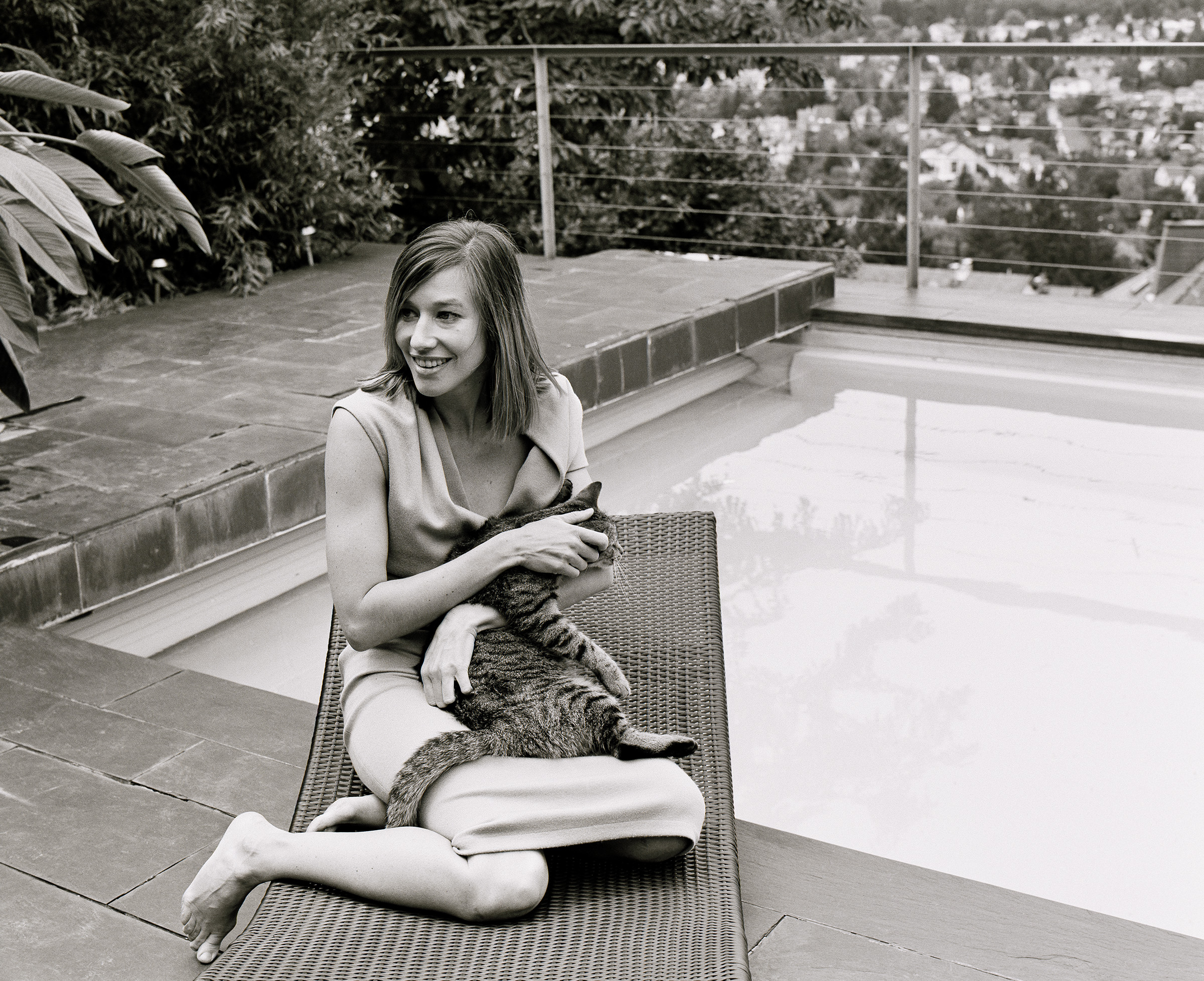
Johanna Wokalek fotografiert von Oliver Mark, Wien 2008

### Frühe Jahre und Ausbildung
Johanna Wokalek entstammt einer Familie siebenbürgischer Ärzte und Apotheker. Sie wurde als zweites von vier Kindern des Hautarztes Heinrich-Franz Wokalek und seiner Frau Angelika, geb. Bettermann, in Freiburg geboren und wuchs in den Freiburger Stadtteilen Neuburg und Wiehre auf. Während ihrer Schulzeit am Friedrich-Gymnasium Freiburg entdeckte Wokalek ihre Liebe zum Theaterspielen. Nach dem Abitur wurde sie am Max-Reinhardt-Seminar in Wien aufgenommen. Noch während ihres Studiums (1994 bis 1998) war sie in dem Film Aimée & Jaguar neben Maria Schrader und Juliane Köhler als Ilse zu sehen.

### Theater
1996 gab Wokalek unter der Regie von Paulus Manker ihr Debüt bei den Wiener Festwochen in dem Stück Alma – A Show Biz ans Ende, das 1999 mit ihr für das Fernsehen verfilmt wurde. Nach dem Studium folgte ein Dreijahresengagement am Theater Bonn. Wokalek spielte dort unter der Regie von Valentin Jeker unter anderem die Titelrolle der Rose Bernd von Gerhart Hauptmann. Für ihre Interpretation erhielt sie 1999 den Alfred-Kerr-Darstellerpreis. Seitdem war sie am Wiener Burgtheater engagiert, wo sie unter anderem die Titelrollen in Kleists Das Käthchen von Heilbronn und Lessings Emilia Galotti spielte. 2015 verließ sie das Burgtheater.
Im Sommer 2014 übernahm Wokalek bei den Salzburger Festspielen die Rolle der Charlotte Salomon in der Uraufführung der gleichnamigen Oper von Marc-André Dalbavie. Es inszenierte Luc Bondy, es dirigierte der Komponist.
2019 kehrte Johanna Wokalek für Die Ratten in der Inszenierung von Andrea Breth an das Wiener Burgtheater zurück. In dem Jahr war sie an der Seite von Maik Solbach erstmals im Tanztheater von Pina Bausch Er nimmt sie an die Hand und führt sie in das Schloß, die anderen folgen in Wuppertal zu erleben. 2020 setzte sie dort die Zusammenarbeit mit den Sieben Todsünden. Teil II: Fürchtet euch nicht fort.

### Film  und Fernsehen
2003 spielte Wokalek die Rolle der Lene im kritischen Heimatfilm Hierankl, wofür sie mit zahlreichen Preisen ausgezeichnet wurde. 2004 wurde sie mit der weiblichen Hauptrolle Leila in Til Schweigers Film Barfuss besetzt und spielte die Hauptrolle der jüdischen Bankierstochter Ruth Goldfisch in dem Dreiteiler Die Kirschenkönigin. 2008 verkörperte sie in Bernd Eichingers Der Baader Meinhof Komplex die Rolle der RAF-Terroristin Gudrun Ensslin. Im selben Jahr spielte Wokalek in Philipp Stölzl Bergsteigerdrama Nordwand an der Seite von Benno Fürmann und Florian Lukas die Fotoreporterin Luise Fellner. 2009 übernahm sie anstelle von Franka Potente die Hauptrolle in Sönke Wortmanns Literaturverfilmung Die Päpstin.
2010 stellte Wokalek in Die kommenden Tage die in den Terrorismus abgleitende Cecilia Kuper dar. 2012 spielte sie die Hauptrolle der Tiffany Blechschmid in Sherry Hormanns Film Anleitung zum Unglücklichsein. 2013 war sie Hauptdarstellerin im Musikvideo zu dem Song Halo der britischen Popgruppe Depeche Mode, die das Video für die Bühnenshow ihrer Delta-Machine-Tour 2013/14 benutzte. In der daraufhin erscheinenden Live-DVD Depeche Mode Live in Berlin hatte sie zusätzlich einen Cameo-Auftritt als Hure bei der Akustik-Session im Berliner Bordell Bel Ami.
2017 spielte Wokalek die Claire Kornitzer in Matthias Glasners ZDF-Zweiteiler Landgericht – Geschichte einer Familie sowie die Nora in dem Kinofilm Freiheit von Jan Speckenbach, der im Wettbewerb des Locarno Festivals lief. Landgericht – Geschichte einer Familie wurde 2018 mit dem Grimme-Preis ausgezeichnet.
2019 war Wokalek als Ditte Nansen in Christian Schwochows Neuverfilmung Deutschstunde des gleichnamigen Romans von Siegfried Lenz zu sehen. Im selben Jahr spielte sie die Linda in Jonas Alexander Arnbys Drama Suicide Tourist – Es gibt kein Entkommen.
Im Juli 2022 wurde bekannt, dass sie Verena Altenberger als Elisabeth Eyckhoff in der ARD-Krimireihe Polizeiruf 110 in der Rolle der Kriminalhauptkommissarin Cris Blohm nachfolgen soll.

### Privates
Johanna Wokalek lebt in Paris und ist mit dem Dirigenten Thomas Hengelbrock verheiratet. Das Paar hat einen Sohn. Ihr Vater Heinrich ist ein Bruder des Diplomaten und ehemaligen Protokollchefs im Auswärtigen Amt Karl Wokalek.

## Bühnenstücke (Auswahl)
- 1996: Alma – A Show Biz ans Ende, Wiener Festwochen, Regie: Paulus Manker
- 1997: Die Familie Schroffenstein, Schauspiel Bonn, Regie: Dietrich Hilsdorf
- 1997: Die Dreigroschenoper, Burgtheater Wien, als Polly, Regie: Paulus Manker
- 1999: Rose Bernd, Schauspiel Bonn, Regie: Valentin Jeker
- 2000: Hamlet, Salzburger Festspiele/Stuttgarter Schauspielhaus, Regie: Martin Kušej
- 2000: Die Möwe, Burgtheater Wien, Regie: Luc Bondy
- 2001: Das Käthchen von Heilbronn, Burgtheater Wien, Regie: Andrea Breth
- 2002: Das Maß der Dinge, Salzburger Festspiele, Regie: Igor Bauersima
- 2003: Emilia Galotti, Regie: Andrea Breth
- 2004: Die Katze auf dem heißen Blechdach, Burgtheater Wien, Regie: Andrea Breth
- 2005: Don Carlos*, Burgtheater Wien, Regie: Andrea Breth
- 2007: Some Girl(s)*, Akademietheater Wien, Regie: Dieter Giesing
- 2008: Die Rosenkriege, Burgtheater Wien, Regie: Stephan Kimmig
- 2010: Das Begräbnis, Burgtheater Wien, Regie: Thomas Vinterberg
- 2011: Zwischenfälle, Akademietheater Wien, Regie: Andrea Breth
- 2011: Platonov, Akademietheater Wien, Regie: Alvis Hermanis
- 2013: Tartuffe, Akademietheater Wien, Regie: Luc Bondy
- 2016: Jeanne d’Arc au bûcher, Dresdner Philharmonie unter Bertrand de Billy, Szenische Einrichtung: Reto Nickler
- 2019: Die Ratten, Burgtheater Wien, Regie: Andrea Breth
- 2019:  Er nimmt sie an die Hand und führt sie in das Schloß, die anderen folgen, Tanztheater Wuppertal, Regie: Pina Bausch
- 2020: Die sieben Todsünden, Teil II: Fürchtet euch nicht, Tanztheater Wuppertal, Regie: Pina Bausch

- 2023: Ich hab die Nacht geträumet. Ein Schauspiel mit Musik,[10] Berliner Ensemble, Regie: Andrea Breth

## Filmografie

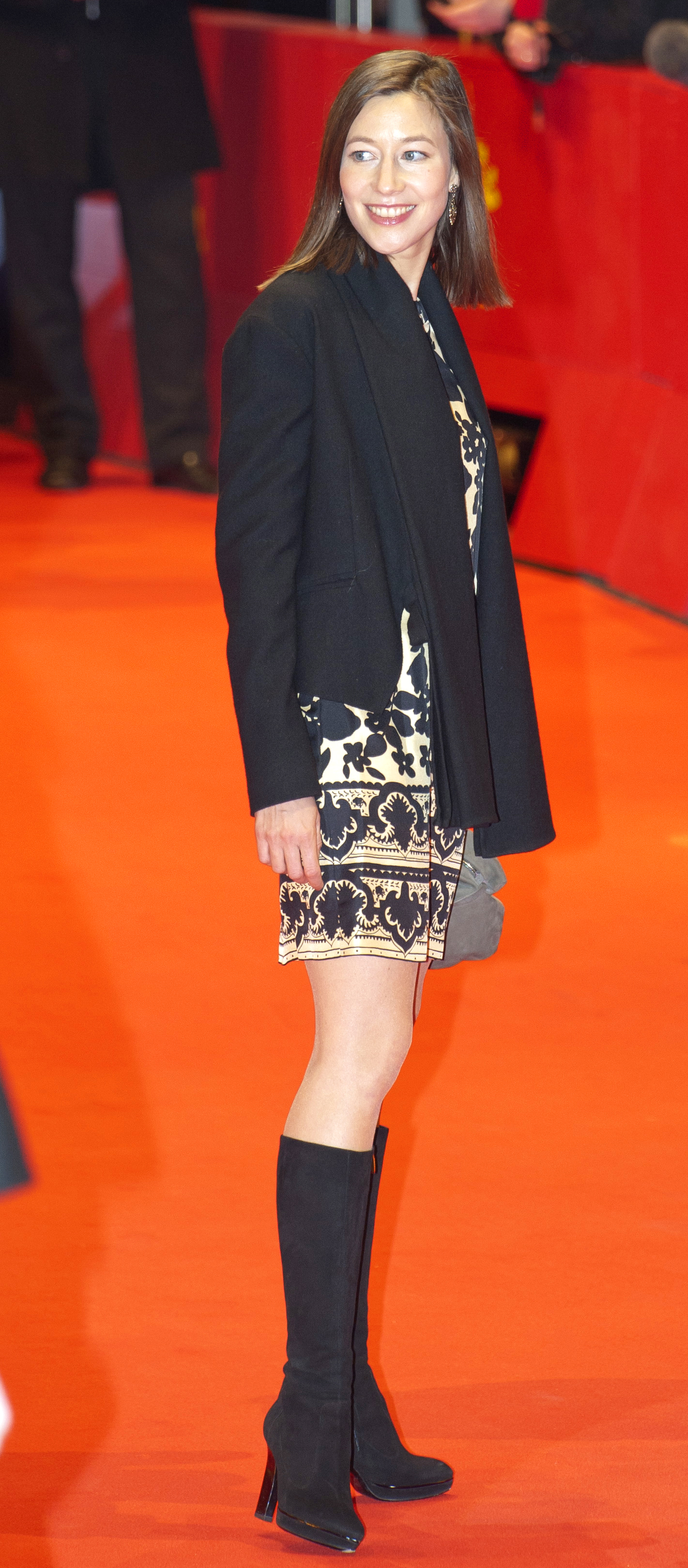
Wokalek auf der Berlinale 2011

### Kino
- 1998: Aimée & Jaguar
- 2002: Hierankl
- 2005: Barfuss
- 2007: Weiße Lilien (Silent Resident)
- 2008: Nordwand
- 2008: Der Baader Meinhof Komplex
- 2009: Die Päpstin
- 2010: Die kommenden Tage
- 2012: Anleitung zum Unglücklichsein
- 2017: Freiheit
- 2018: Wuff – Folge dem Hund
- 2019: Deutschstunde
- 2019: Suicide Tourist – Es gibt kein Entkommen
- 2021: Beckenrand Sheriff
- 2023: Sisi & Ich
- 2024: Milch ins Feuer
- 2024: The Exalted

### Fernsehen
- 1998: Rose Bernd (Fernsehfilm)
- 1998: Der Laden (Dreiteiler)
- 1999: Alma – A Show Biz ans Ende (Fernsehfilm)
- 2002: Das letzte Versteck (Fernsehfilm)
- 2004: Die Kirschenkönigin (Dreiteiler)
- 2005: Don Carlos, Infant von Spanien (Fernsehfilm)
- 2006: Bella Block: Blackout (Fernsehreihe)
- 2008: Tatort: Der tote Chinese (Fernsehreihe)
- 2017: Landgericht – Geschichte einer Familie (Fernsehfilm)
- 2019: Tatort: Falscher Hase (Fernsehreihe)
- 2020: Spy City (Fernsehserie, 6 Folgen)
- 2021: Am Anschlag – Die Macht der Kränkung (Fernsehserie, 6 Folgen)
- 2022: Tatort: Saras Geständnis
- 2022: Liberame: Nach dem Sturm (Fernsehserie, 6 Folgen)
- seit 2023: Polizeiruf 110 (Fernsehreihe, → siehe Cris Blohm)

## Hörbücher und Hörspiele
- 2006: Johanna Wokalek liest Franziska Linkerhand. Brigitte Reimann, ISBN 3-86604-186-1.
- 2008: Gretel Adorno – Walter Benjamin: Briefwechsel. ISBN 978-3-940018-02-1.
- 2009: Herzzeit: Briefwechsel. Ingeborg Bachmann – Paul Celan, ISBN 978-3-940018-03-8.
- 2009: Die Päpstin: das Hörspiel zum Film. ISBN 978-3-86717-523-4.
- 2019: Johanna Wokalek liest Laufen. Isabel Bogdan, ISBN 978-3-8398-1733-9.
- 2020: Nelly B.s. Herz. Aris Fioretos. Gelesen von Johanna Wokalek, ISBN 9783940018854.
- 2021: Kazuo Ishiguro: Klara und die Sonne. Gelesen von Johanna Wokalek, Random House Audio, ISBN 978-3-8371-5542-6

## Auszeichnungen
- 1999
  - Alfred-Kerr-Darstellerpreis
  - Förderpreis des Landes Nordrhein-Westfalen für junge Künstlerinnen und Künstler
  - Nachwuchsschauspielerin des Jahres der Theaterzeitschrift Theater heute
- 2002
  - Förderpreis Deutscher Film für ihre Darstellung im Film Hierankl
  - Nestroy-Theaterpreis – Bester Nachwuchs[11]
- 2003
  - Bayerischer Filmpreis für ihre Darstellung im Film Hierankl
- 2006
  - Europäischer Shooting Star aus Deutschland der European Film Promotion (EFP) im Rahmen der Berlinale
  - Adolf-Grimme-Preis für ihre Darstellung im Film Hierankl (zusammen mit Hans Steinbichler, Bella Halben, Barbara Sukowa, Josef Bierbichler und Peter Simonischek)
- 2008
  - Bambi in der Kategorie Jurypreis Schauspielerin national für ihre Darstellung im Film Der Baader Meinhof Komplex
- 2009
  - Diva in der Kategorie Schauspielerin des Jahres für ihre „herausragende Leistungen im vergangenen Jahr [2008]“.[12]
  - Nominierung für den Deutschen Filmpreis als Beste Hauptdarstellerin für Der Baader Meinhof Komplex.[13]
- 2010
  - Jupiter Award – Publikumspreis für ihre Darstellung im Film Die Päpstin
- 2018
  - Grimme-Preis für Landgericht – Geschichte einer Familie[14]
- 2022
  - Bayerischer Filmpreis für Beckenrand Sheriff – Beste Darstellerin